# Campeonato Mundial de Esquí Nórdico de 1954
El XX Campeonato Mundial de Esquí Nórdico se celebró en la localidad de Falun (Suecia) entre el 13 y el 21 de febrero de 1954 bajo la organización de la Federación Internacional de Esquí (FIS) y la Federación Sueca de Esquí.

## Esquí de fondo

### Masculino
| Evento                   | Oro                                                                                  | Plata                                                                       | Bronce                                                                               |
| ------------------------ | ------------------------------------------------------------------------------------ | --------------------------------------------------------------------------- | ------------------------------------------------------------------------------------ |
| 15 km (16.02)            | Veikko Hakulinen · Finlandia · 55:26                                                 | Arvo Viitanen · Finlandia · 55:37                                           | August Kiuru · Finlandia · 56:07                                                     |
| 30 km (18.02)            | Vladimir Kuzin URSS 1:50:25                                                          | Veikko Hakulinen · Finlandia · 1:50:51                                      | Martti Lautala · Finlandia · 1:50:52                                                 |
| 50 km (20.02)            | Vladimir Kuzin URSS 3:02:58                                                          | Veikko Hakulinen · Finlandia · 3:03:06                                      | Arvo Viitanen · Finlandia · 3:06:40                                                  |
| Relevo 4 × 10 km (21.02) | Finlandia · August Kiuru · Tapio Mäkelä · Arvo Viitanen · Veikko Hakulinen · 2:16:47 | URSS Nikolai Koslov Fiodor Tereniev Alexei Kuznetsov Vladimir Kuzin 2:18:57 | Suecia · Sune Larsson · Sixten Jernberg · Arthur Olsson · Per-Erik Larsson · 2:18:59 |

### Femenino
| Evento                  | Oro                                                                    | Plata                                                                    | Bronce                                                                 |
| ----------------------- | ---------------------------------------------------------------------- | ------------------------------------------------------------------------ | ---------------------------------------------------------------------- |
| 10 km (19.02)           | Liubov Kozyreva URSS 40:14                                             | Siiri Rantanen · Finlandia · 40:30                                       | Mirja Hietamies · Finlandia · 40:46                                    |
| Relevo 3 × 5 km (21.02) | URSS Liubov Kozyreva Margarita Maslennikova Valentina Tsariova 1:05:54 | Finlandia · Sirkka Polkunen · Mirja Hietamies · Siiri Rantanen · 1:06:19 | Suecia · Anna-Lisa Eriksson · Märta Nordberg · Sonja Edström · 1:08:32 |

## Salto en esquí
| Evento                       | Oro                                        | Plata                                    | Bronce                            |
| ---------------------------- | ------------------------------------------ | ---------------------------------------- | --------------------------------- |
| Trampolín individual (15.02) | Matti Pietikäinen · Finlandia · 232,0 pts. | Veikko Heinonen · Finlandia · 222,0 pts. | Bror Östman · Suecia · 221,5 pts. |

## Combinada nórdica
| Evento             | Oro                                | Plata                              | Bronce                            |
| ------------------ | ---------------------------------- | ---------------------------------- | --------------------------------- |
| Individual (13.02) | Sverre Stenersen · Noruega · 461,1 | Gunder Gundersen · Noruega · 460,1 | Kjetil Mårdalen · Noruega · 450,5 |

## Medallero
| Núm. | País      | Oro | Plata | Bronce | Total |
| ---- | --------- | --- | ----- | ------ | ----- |
| 1    | URSS      | 4   | 1     | 0      | 5     |
| 2    | Finlandia | 3   | 6     | 4      | 13    |
| 3    | Noruega   | 1   | 1     | 1      | 3     |
| 4    | Suecia    | 0   | 0     | 3      | 3     |
|      | TOTAL     | 8   | 8     | 8      | 24    |